# Sainte-Pallaye
Sainte-Pallaye är en kommun i departementet Yonne i regionen Bourgogne-Franche-Comté i norra Frankrike. Kommunen ligger i kantonen Vermenton som tillhör arrondissementet Auxerre. År 2022 hade Sainte-Pallaye 98 invånare.

## Befolkningsutveckling
Antalet invånare i kommunen Sainte-Pallaye
| Referens: INSEE |